# Potter Township (comté de Centre, Pennsylvanie)
Pour l’article homonyme, voir Potter Township (comté de Beaver, Pennsylvanie).
Potter Township est un township, situé au sud-est du comté de Centre, aux États-Unis,. En 2010, il comptait une population de 3 517 habitants.

## Démographie
Lors du recensement de 2010, le township comptait une population de 3 517 habitants. Elle est également estimée, en 2016, à 3 561 habitants.

### Source de la traduction
- (en) Cet article est partiellement ou en totalité issu de l’article de Wikipédia en anglais intitulé « Potter Township, Centre County, Pennsylvania » (voir la liste des auteurs).